# Lomaspilis albociliata
Lomaspilis albociliata är en fjärilsart som beskrevs av Horhammer 1923. Lomaspilis albociliata ingår i släktet Lomaspilis och familjen mätare. Inga underarter finns listade i Catalogue of Life.